# Silene vulgaris
La silene rigonfia (Silene vulgaris (Moench) Garcke), conosciuta volgarmente come strigoli, è una piccola pianta (alta fino a 60–70 cm; massimo 100 cm) perenne e glabra, dai caratteristici fiori, chiamati “bubbolini”, appartenente alla famiglia delle Caryophyllaceae.

## Etimologia
Il nome del genere (Silene) si riferisce alla forma del palloncino del fiore. Si racconta che Bacco avesse un compagno di nome Sileno con una gran pancia rotonda. Ma probabilmente questo nome è anche connesso con la parola greca "sialon" (= saliva); un riferimento alla sostanza bianca appiccicosa secreta dal fusto di molte specie del genere.

## Descrizione
La forma biologica di questa pianta è emicriptofita scaposa (H scap): pianta perennante per mezzo di gemme al suolo (emicriptofita), e con asse fiorale più o meno privo di foglie (scaposa).

### Radici
La pianta possiede una struttura radicale rizomatosa a base lignificata. Possiede anche diverse radici (e radichette) secondarie da rizoma.

### Fusto
Il fusto ha un aspetto erbaceo ma ascendente ed eretto. Può essere glabro o leggermente pubescente. Nella parte alta il fusto è in qualche caso vischioso.

### Foglie
Le foglie sono del tipo ovate o lineari – lanceolate (non molto strette). Il colore è verde con riflessi bluastri (ma in altre varietà verde – cenere).
- Foglie basali: hanno un piccolo picciolo e formano una rosetta.
- Foglie cauline: sono sessili a disposizione opposta nei nodi lungo il fusto.

### Infiorescenza
L'infiorescenza è di tipo lasso a pannocchia con fiori penduli su peduncoli flessuosi lunghi 5 – 15 mm. 

In particolare l'infiorescenza viene definita come bipara  ossia i fiori crescono da ambo i lati rispetto al fiore apicale con 3 – 9 fiori totali.

### Fiori
I fiori sono ermafroditi (dioici o poligami) e pentameri.
- Calice: il calice ha una caratteristica forma a palloncino ovoidale (lungo il doppio rispetto alla larghezza) sinsepalo (= gamosepalo; ossia i sepali sono fusi insieme) a volte definito anche “monosepalo”; il colore può essere verde pallido o rosa – biancastro tendente al bruno chiaro. Sulla superficie rigonfia sono presenti 20 evidenti nervature longitudinali, collegate da altre nervature trasversali più brevi e meno evidenti e meno precise. Il calice contiene interamente sia l'ovario che la capsula fruttifera, da qui deriva la sua particolare struttura rigonfia. Sul calice sono inoltre presenti dei denti terminali lunghi 1/6 del calice. Questi denti sono papillosi e pubescenti. Questa struttura è   persistente.
- Corolla: i petali della corolla sono 5 di colore bianco o rosa chiaro. Terminano con una unghia sporgente dal calice lunga quanto il calice stesso. L'unghia è completamente divisa (bilobata) in due lacinie subspatolate o oblanceolate a disposizione patente. Dimensioni dell'unghia: larghezza 3 mm; lunghezza 8 mm.
- Androceo: gli stami sono 10 e fuoriescono dal calice.
- Gineceo: gli stili sono 3 (anche questi sporgono dal calice) con stimmi lievemente pubescenti. Il gineceo è supero e  tricarpellare (sincarpico).
- Fioritura: fiorisce da maggio a settembre
- Impollinazione: vento, api, farfalle soprattutto notturne. La particolare forma del fiore a palloncino con imboccatura stretta è di difficile accesso agli insetti più grossi come i calabroni (pur tuttavia alcuni di questi hanno trovato il modo di bucare la parte bassa del fiore per accedere al suo nettare) per cui il fiore per facilitare l'impollinazione rimane aperto fino ad ore tarde per favorire gli insetti notturni più piccoli.

### Frutti
Il frutto è una capsula globoso–piriforme compresa col calice persistente e con una corona di denti (in numero di 6) apicali. La capsula alla fruttificazione è lunga tre volte il   carpoforo (piccolo peduncolo basale che sostiene la capsula – vedi illustrazione qui sotto). Il frutto è del tipo deiscente nella parte alta con molti semi.

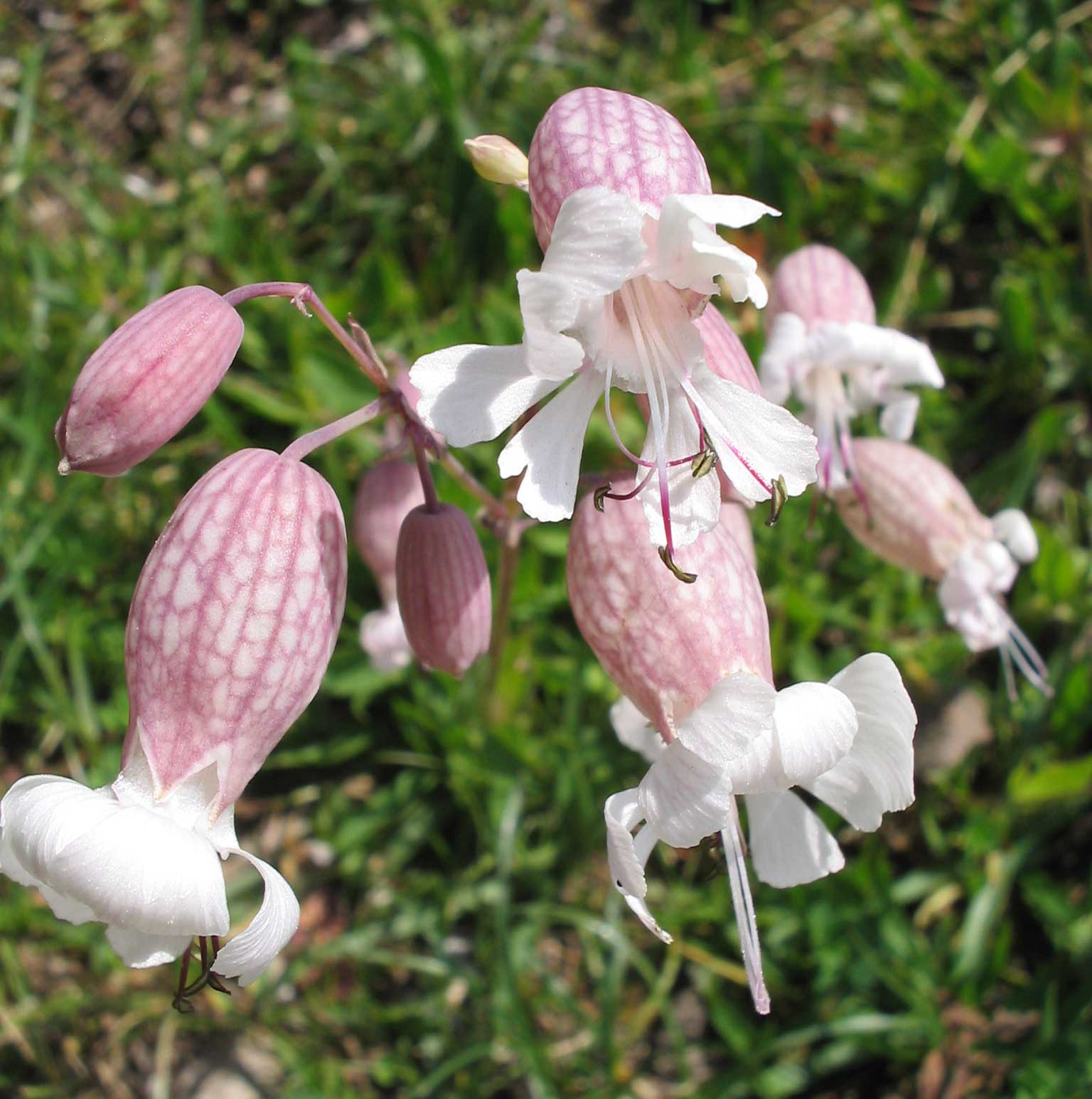
Calice con stami e stili sporgenti
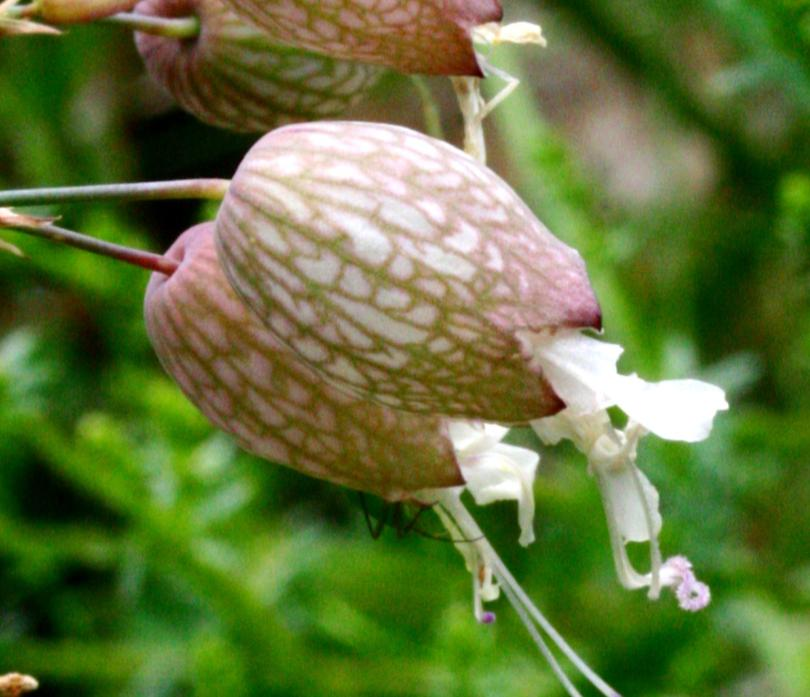
Nervature del calice
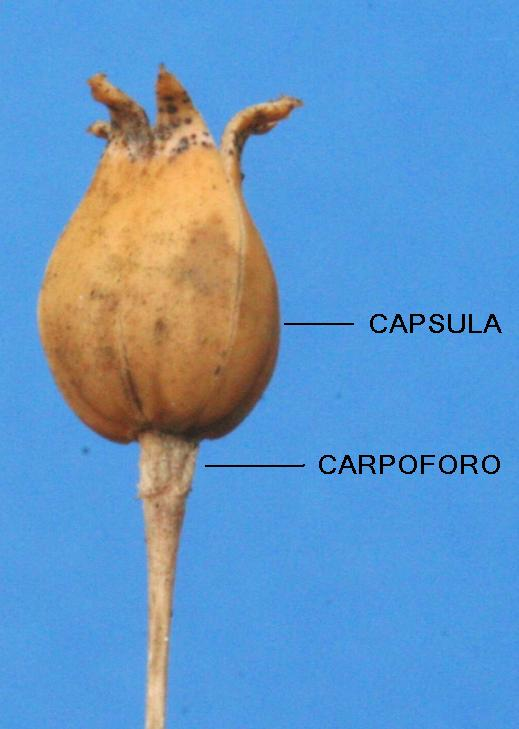
Capsula e carpoforo
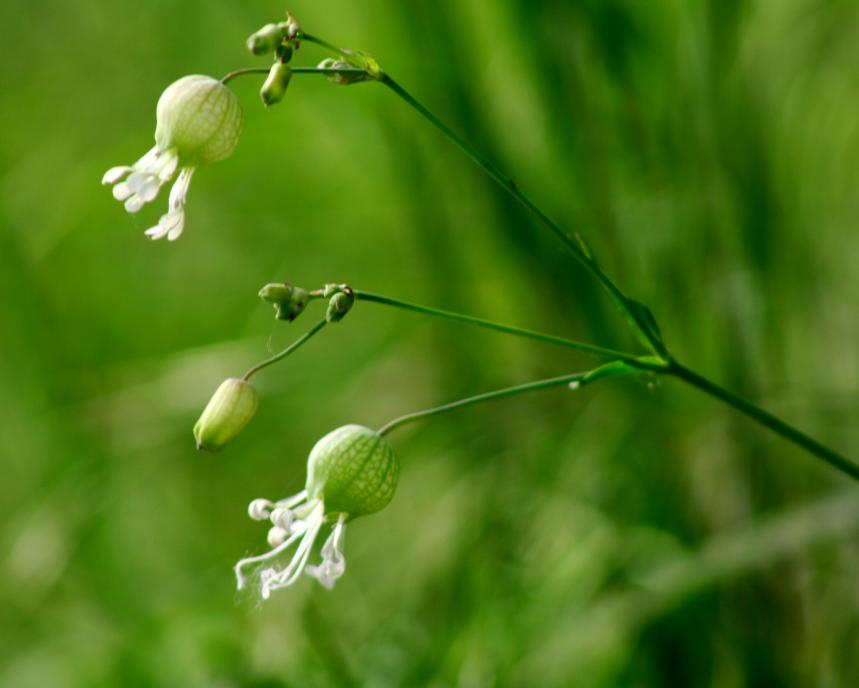
Infiorescenza bipara
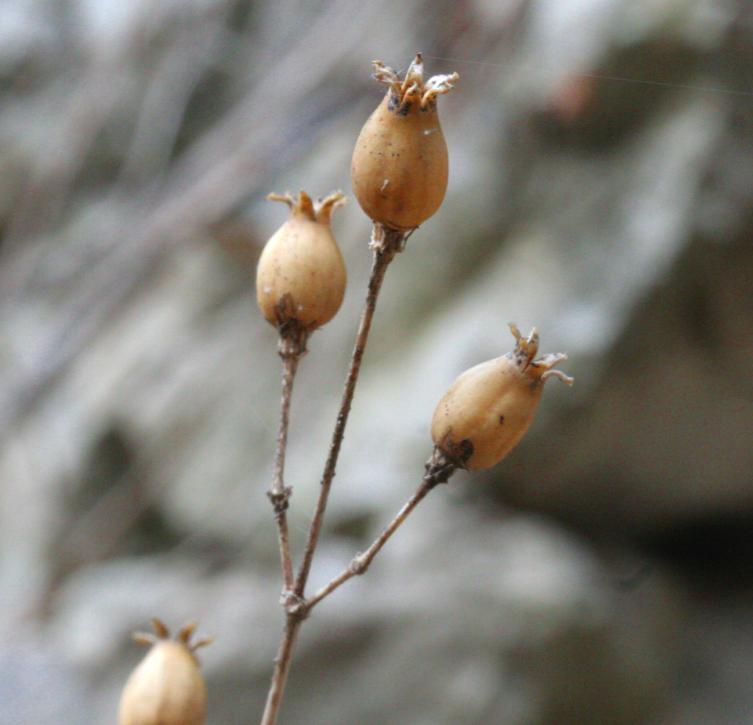
Parte persistente della pianta

## Distribuzione e habitat
- Geoelemento: il tipo corologico di Silene vulgaris è definito come  “Euroasiatico” (Eurasiat. ) quindi di provenienza dalle zone freddo - temperate dell'emisfero boreale. È da notare che data la vastità dell'areale di questa pianta (con le sue molte varietà) alcuni autori considerano il geoelemento come “Paleotemperato” (Paleotemp. ), quasi subcosmopolita (presente cioè in quasi tutte le parti del mondo).
- Distribuzione: la pianta è presente in Europa, Asia, Africa settentrionale, America meridionale. In Italia è comune in tutte le regioni.
- Habitat: è possibile trovarla nei prati, arbusteti, boschi radi e margini dei sentieri. La pianta è sinantropa e nitrofila, è frequente quindi la sua presenza in zone ruderali ricche di azoto, o anche nei prati fertili concimati e antropizzati. In alcuni casi può essere considerata erba infestante.
- Distribuzione altitudinale: da 0 a 2800 m s.l.m..

## Tassonomia

### Sottospecie
Sono state descritte le seguenti sottospecie:
- Silene vulgaris subsp. vulgaris - sottospecie nominale
- Silene vulgaris subsp. aetnensis (Strobl) Pignatti: la pianta è glabra con riflessi azzurrognoli. L'infiorescenza è ricca di fiori. Le foglie sono di forma spatolata e lievemente carnose. Il calice  è lungo 10 mm di forma campanulata e dal colore verde (i nervi sono quasi assenti). Segnalata solo attorno all'Etna.
- Silene vulgaris subsp. angustifolia Hayek: in genere è glabra e si differenzia dalla sottospecie nominale per il fusto che alla base è legnoso e più ingrossato; le foglie sono più piccole (larghezza 3 –4 mm; lunghezza 20 – 60 cm) ma leggermente carnose; la forma del calice  è subcilindrico e i nervi sono verdastri e poco evidenti. La distribuzione  è localizzata sulla costa e quindi al livello del mare (dune sabbiose e scogliere, ambienti aridi in genere), il geoelemento è infatti Eurimediterraneo (Euri-Medit.).
- Silene vulgaris subsp. commutata (Guss.) Hayek: molto simile alla sottospecie nominale ma più  pubescente; le foglie sono ovali o ellittiche (dimensioni: larghezza 12 – 18 mm; lunghezza 20 – 40 mm) con apice acuminato. I nervi del calice  sono verdastri e poco appariscenti. Diffusione altitudinale: 600 – 1300 m s.l.m.. I suoi habitat preferiti sono le rupi e pietraie calcaree o argillose. Sottospecie segnalata soprattutto al Sud.
- Silene vulgaris subsp. glareosa (Jord.) Marsden-Jones & Turrill  – Silene dei ghiaioni: si differenzia dalla sottospecie nominale per il tipo biologico, geofita rizomatosa: la pianta possiede un fusto sotterraneo  (rizoma) che ad ogni nuova stagione produce nuovi fusti avventizi); possiede inoltre una radice a fittone e un corto rizoma; la parte epigea del fusto è strisciante e quindi ascendente nella parte finale (ramo fiorale); altezza massima 20 cm. Le foglie sono ancora più piccole (dimensioni: larghezza 3 – 5 mm; lunghezza 15 – 20 mm) e sono ellittiche. L'infiorescenza è a fiore unico (o biflora). Il calice  è subsferico (diametro 12 – 16 mm), i nervi sono violacei e molto decisi. Si trova su tutto l'arco alpino dai 1000 ai 2400 m s.l.m. in zone ghiaiose, detritiche e rocciose.
- Silene vulgaris subsp. megalosperma (Sartori ex Heldr.) Hayek
- Silene vulgaris subsp. prostrata (Gaudin) Schinz & Thell.: la caratteristica più rilevante di questa sottospecie è l'andamento decisamente prostrato dei fusti. Le foglie sono ovato – rotonde e più larghe delle altre specie, il margine è cartilagineo e cigliato. Diffusione altitudinale: 2000 – 2800 m s.l.m.. Ha un areale europeo spostato ad ovest (penisola Iberica e Mediterraneo occidentale). In Italia è presente un po' dappertutto.
- Silene vulgaris subsp. suffrutescens Greuter, Matthäs & Risse
- Silene vulgaris subsp. vourinensis Greuter

#### Sottospecie della flora italiana
Per meglio comprendere ed individuare le varie sottospecie della flora italiana l'elenco che segue utilizza il sistema delle chiavi analitiche.
- Gruppo 1A : il calice  è lungo 10 – 16 mm; il disegno dei nervi è ben evidente;

- Gruppo 2A : fusto alto fino a 70 cm di tipo eretto o ascendente; infiorescenza di 3 – 9 fiori; le brattee sono membranose;

- Gruppo 3A : il bordo delle foglie è  glabro;

- Gruppo 4A : la base del fusto è erbaceo; le foglie sono larghe fino a 4 cm ed hanno la lamina tenue;

subsp. vulgaris : gli stili del gineceo sono ingrossati nella parte terminale; frutto con  capsula di forma globosa.
subsp. commutata : gli stili del gineceo mantengono la stessa sezione fino all'apice; frutto con capsula di forma ovoide.
- Gruppo 4B : la base del fusto è legnoso (anche ingrossato); le foglie sono strette (massima larghezza 1 cm) e del tipo grassetto;

subsp. angustifolia.
- Gruppo 3B : le foglie inferiori hanno i bordi dentellato – cigliati;

subsp. commutata (vedi anche Gruppo 4A): il bordo delle foglie è cigliato (ma anche dentellato); i nervi del calice   sono verdastri e poco appariscenti; gli stili del gineceo mantengono la stessa sezione fino all'apice.
- Gruppo 2B : fusto non è più alto di 20 cm ed è strisciante (nella parte inferiore); infiorescenza pauciflora (1 – 2 fiori al massimo); le brattee sono del tipo erbaceo;

subsp. prostrata : le foglie sono di forma ovata ed hanno il bordo cartilagineo con ciglia.
subsp. glareosa : le foglie sono di forma lineare – lanceolata (non hanno il bordo cartilagineo e non sono cigliate).
- Gruppo 1B : massima lunghezza del calice 10 mm; il disegno dei nervi non è molto evidente;

subsp. aetnensis.

### Varietà
- subsp. maritima (With.) Á. & D. Löve
  - var. maritima
  - var. montana (Arrondeau)
- subsp. vulgaris (Moench) Garcke
  - var. latifolia
- var. macrocarpa (Turrill) Coode & Cullen (sinonimo = S. vulgaris subsp. macrocarpa)
- var. montana (Arrondeau) Kerguélen
- var. humilis R. Schubert (sinonimo = S. vulgaris subsp. humilis)

### Sinonimi
- Behen oleraceum E.H.L.Krause, 1915
- Behen vulgaris Moench, 1794
- Behenantha behen (L.) Ikonn., 1975
- Cucubalus behen L., 1753
- Oberna behen (L.) Ikonn., 1976
- Silene behen var. cucubalus Kuntze, 1898
- Silene cucubalus Wibel, 1799
- Viscago behen (L.) Hornem., 1813

## Usi

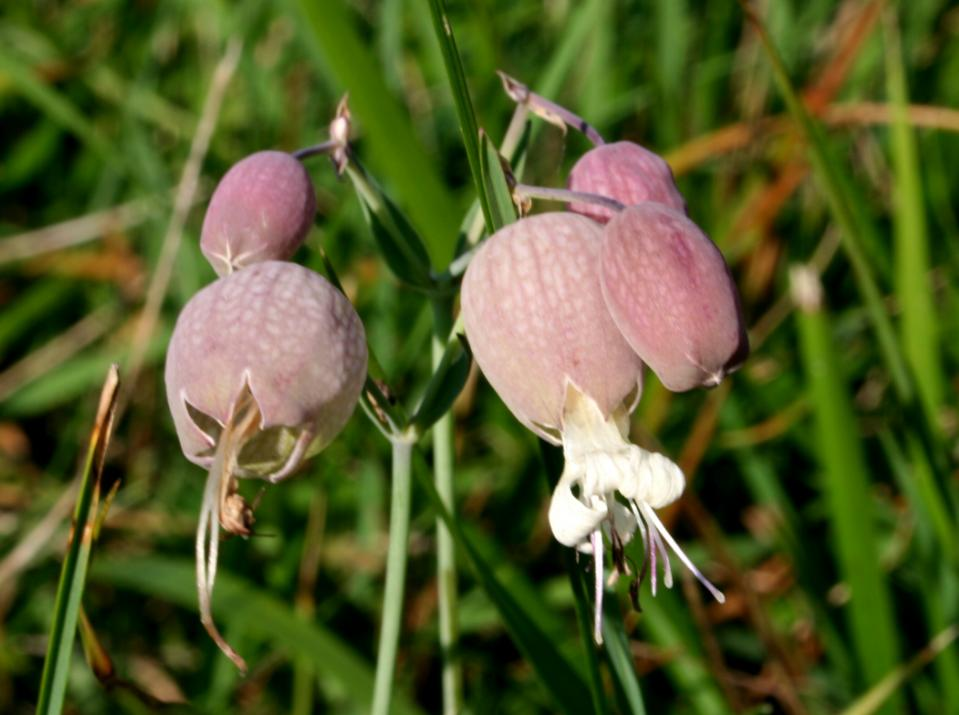
I fiori

### Cucina
Molto ricercata in gastronomia (con il nome di grisol, strigoli, stridoli, strigioli, carletti, strisci, concigli, scrissioi, s-ciopit o sclopit, zimole, s-ciopetin, verzulì, cuiet o versèt) in Veneto, Friuli - Venezia Giulia, Romagna e nell'Appennino Umbro Marchigiano, è reputata fra le migliori erbe commestibili, col suo sapore dolce e delicato. Si raccoglie solo prima della fioritura, perché poi le foglie basali diventano troppo coriacee. L'erba si mangia sia cruda, sia cotta (come gli spinaci), in risotti, minestre, sughi, ripieni, ravioli e frittate.

### Industria
L'industria dalla pianta ricava saponi.

## Sagre
- A Galeata, nell'Appennino forlivese, si tiene ogni anno una tradizionale Sagra dello stridolo, dedicata ai piatti tipici cucinati con la silene. Nel forlivese, infatti, quest'erba, è chiamata stridolo, a causa del caratteristico rumore che produce allo sfregamento, percepito come uno stridìo.